# Пётр VII
Патриарх Пе́тр VII (греч. Πατριάρχης Πέτρος Ζ΄; в миру Пе́трос Папапе́тру, греч. Πέτρος Παπαπέτρου; 3 сентября 1949, Sichari — 11 сентября 2004, Эгейское море) — Папа и патриарх Александрийский и всей Африки, предстоятель Александрийской православной церкви.
Тезоименитство — 24 ноября (святителя Петра, Патриарха Александрийского)

## Биография
Родился 3 сентября 1949 году в деревне Синхари на Кипре.
В 12 лет он поступил в Монастырь Махера, откуда в 1966 году был направлен на обучение в Семинарию апостола Варнавы в Никосии, которую закончил в 1969 году.

### Диакон
15 августа 1969 года он был рукоположён хорепископом Констанским Хризостомом (Аристодиму) в сан диакона.
В декабре 1970 года перешёл в клир Александрийского Патриархата, где до сентября 1974 года служил в качестве диакона у Папы и Патриарха Александрийского и всей Африки Николая VI.
Одновременно обучался в качестве стипендиата Патриарха Николая IV в Аверофейской гимназии в Александрии, которую окончил в 1974 году.
В сентябре 1974 года Патриархом Николаем VI направлен для обучения на богословский факультет Афинского университета со стипендией Министерства иностранных дел Греции. Во время всего курса обучения нес диаконское служение в монастыре Святого Спиридона Стадийского.

### Священник
15 августа 1978 года, после успешного завершения учёбы, с благословения Патриарха Николая VI был рукоположён во пресвитера епископом Додонским Хризостомом (Синетосом) в Пендельском монастыре и возвратился в Александрию.
6 декабря 1978 года Патриархом Александрийским Николаем IV возведён в сан архимандрита в кафедральном соборе Святителя Николая в городе Каире и назначен настоятелем этого храма и заведующим Патриаршей канцелярией в Каире.
В октябре 1980 года Патриархом Николаем IV был направлен в ЮАР под начало митрополита Йоханнесбургского Павла (Лингриса), где определён Патриаршим эпитропом Иоаннесбургской и Преторийской митрополии и настоятелем новопостроенного храма Пресвятой Богородицы Пантанассы (Всецарицы).
9 мая 1983 году после интронизации патриарха Александрийского Парфения III Священным Синодом Александрийского Патриархата единогласно избран титулярным епископом Вавилонским и поставлен в качестве Патриаршего эпитропа в Каир.

### Епископ
15 августа 1983 года в Монастыре Махера на Кипре хиротонисан в титулярного епископа Вавилонского. Хиротонию совершили Архиепископ Новой Юстинианы и всего Кипра Хризостом I, митрополит Иоаннесбургский Павел (Лингрис), митрополит Центральноафриканский Тимофей (Кондомеркос) и митрополит Киттийский Хризостом (Махериотис).
14 июня 1990 года по предложению Патриарха Александрийского Парфения III единодушно был избран митрополитом Аккрским и всей Западной Африки, что предусматривало его ещё более активное участие в деле просвещения Африканского континента.
Оценив миссионерское усердие и административные способности митрополита Петра, Патриарх Александрийский Парфений III в ноябре 1991 года назначил его Патриаршим экзархом Иринопольской и Восточноафриканской митрополии (Кения, Уганда, Танзания), сохранив за ним должность митрополита Аккрского.
28 ноября 1994 года решением Священного Синода освобождён от управления Иринопольской епархией, а его титул, в связи с преобразованием Западноафриканской митрополии, был изменён на «митрополит Камерунский, ипертима и экзарха и всей Западной Африки», по причине нахождения кафедры митрополии в Камеруне.
Был одним из ближайших сподвижников своего Патриарха Парфения III, которого он сопровождал во многих пастырских поездках и официальных визитах. Неоднократно представлял Александрийский Патриархат в Ближневосточном Совете Церквей, Всеафриканский Совет Церквей и различных межправославных комиссиях.

### Патриарх Александрийский и всей Африки
21 февраля 1997 года избран предстоятелем Александрийской православной церкви. Чин интронизации был совершён 9 марта того же года в Благовещенском соборе. Он был самым молодым из современных ему предстоятелей поместных Православных церквей.
Новый патриарх взялся за административное переустройство не только Александрии и Каира, но и остальных митрополий патриархата. Провёл реорганизацию и совершал регулярные инспекции экономических служб патриархии. При нём были созданы четыре новые миссионерские епархии: Мадагаскарская, Нигерийская, Ганская, Букобская и, соответственно, поставлены архиереи на эти кафедры. Устранены проблемы экономического характера. Построена новая патриаршая резиденция в Александрии. Произведён ремонт и реставрация комплекса зданий монастыря преподобного Саввы Освященного, храма святителя Николая и патриаршей резиденции в Каире.
Неустанно трудился по распространению православия по всему африканскому континенту. Продолжая работу, которую он начал, будучи экзархом Восточной Африки, патриарх способствовал публикации литургических текстов на 30 африканских языках, не считая множества других книг. Состоял в Миссионерском обществе Святого Духа (англ. Holy Ghost Missionary Fathers Institution) в Дублине (Ирландия).
При нём Синод Александрийской церкви принял решение о реабилитации святителя Нектария Эгинского, по случаю чего была созвана большая конференция в Александрии. Также прошли многочисленные официальные праздничные мероприятия с участием всех Православных поместных церквей, а 1999 год был объявлен годом святого Нектария.
В апреле 1999 года с официальным первосвятительским визитом посетил Россию. В январе 2004 года посетил в Москву ещё раз для участия в торжественном акте получения премии Международного фонда единства православных народов «За выдающуюся деятельность по укреплению единства православных народов» за 2003 год.

### Смерть и похороны
11 сентября 2004 года погиб в авиакатастрофе над Эгейским морем, направляясь на Афон. Этот визит должен был стать его первым официальным визитом на Афон. Смерть настигла, кроме патриарха, 17 человек — митрополитов Пилусийского Иринея и Карфагенского Хризостома, епископа Мадагаскарского Нектария, игумена кипрского монастыря Махера архимандрита Арсения (Пацалоса), архимандрита Каллистрата (Иконому), архидиакона Нектария Кондойоргоса и нескольких мирян, в том числе младшего брата патриарха. В Греции был объявлен трёхдневный национальный траур по погибшему патриарху Александрийскому и всея Африки Петру VII и сопровождавшим его лицам.
Утром 15 сентября в одном из афинских храмов, где для прощания был выставлен гроб с телом патриарха, прошла панихида. Богослужение возглавил предстоятель Элладской православной церкви архиепископ Христодул. На панихиде присутствовало всё политическое руководство Греции, в том числе президент страны Костис Стефанопулос и премьер-министр Костас Караманлис, мэр Афин Дора Бакоянни и глава парламентской оппозиции Георгиос Папандреу. В надгробной речи архиепископ Христодул говорил о покойном как о деятельном церковном лидере, который своими трудами внёс немалый вклад в проповедование христианства в Африке. Архиепископ подчеркнул, что патриарх Александрийский встретил кончину, направляясь в качестве паломника на Святую Гору Афон. После панихиды траурная процессия с гробом патриарха, которому оказывались почести, принятые для глав государств, направилась в афинский международный аэропорт. Оттуда самолёт с телом патриарха вылетел в Каир.
Гроб с телом патриарха был доставлен в столицу Египта в тот же день на самолёте греческих ВВС. В аэропорту его встречали главы Православных церквей, а также президент Греции Костис Стефанопулос и представители греческого, египетского и кипрского правительств. В отпевании и церемонии погребения приняли участие члены делегаций Поместных православных церквей, в том числе патриарх Константинопольский Варфоломей, патриарх Антиохийский Игнатий IV и патриарх Иерусалимский Ириней, архиепископ Афинский и всей Эллады Христодул и архиепископ Албанский Анастасий. Русскую православную церковь представляли митрополит Волгоградский и Камышинский Герман (Тимофеев) и епископ Егорьевский Марк (Головков). Погребён в монастыре святого Георгия в Каире.

## Интервью
- «Африканцы встречают Православие своими чистыми и нежными сердцами». Интервью с Александрийским папой и патриархом Петром VII // Альфа и Омега. 2002. — № 3 (33) — С. 76-81
- «Молитва о мире и единстве». Интервью Блаженнейшего Папы и Патриарха Александрийского и всей Африки Петра VII журналу «К единству!» // «К единству!». 2003. — № 6